# Юлдашев, Шерали
Шерали Юлдашев (швед. Sherali Yuldashev; род. 17 июля 1999, Токмак, Чуйская область) — киргизский и шведский футболист, нападающий клуба «Линдё» и национальной сборной Кыргызстана.

## Карьера

### Начало карьеры
Воспитанник футбольной академии шведского клуба «Норрчёпинг». В июле 2017 года футболист перешёл в клуб «Ассириска», также располагающийся в городе Норрчёпинг, вместе с которым выступал в четвёртом дивизионе шведского футбола. В феврале 2018 года футболист продлил контракт с клубом на 2 года. Но протяжении 3 сезонов футболист был одним из ключевых игроков клуба. Затем в период с 2020 года и по 2021 год выступал в пятом дивизионе шведского футбола в таких клубах как «Смедбю АИС» и «Слейпнер». За последний отличился 24 забитыми голами в 18 матчах.

### «Умео»
В феврале 2022 года футболист перешёл в клуб «Умео». Контракт с футболистом был заключён на 2 года. Дебютировал за клуб 3 апреля 2022 года в матче против клуба «Васалундс». Дебютный гол за клуб забил 26 мая 2022 года в матче против клуба «Тебю», также отличившись результативной передачей. Футболист закрепился в основной команде клуба, чередуя матчи в стартовом составе и со скамейки запасных. По итогу сезона отличился 2 забитыми голами и результативной передачей.

### «ДФК Дайнава»
В феврале 2023 года футболист перешёл в литовский клуб «ДФК Дайнава». Дебютировал за клуб 4 марта 2023 года в матче против клуба «Хегельманн». На протяжении сезона футболист был в клубе преимущественно игроком замены, пропустив также часть сезона из-за травмы, результативными действиями не отличившись. По итогу сезона вместе с клубом завершил чемпионат на итоговом седьмом месте. В январе 2024 года футболист покинул литовский клуб по окончании срока действия контракта.

### «Линдё»
В январе 2024 года футболист перешёл в шведский клуб «Линдё» (тоже в Норрчёпинге). 

## Международная карьера
В сентябре 2022 года футболист получил вызов в национальную сборную Кыргызстана. Дебютировал за сборную 24 сентября 2022 года в товарищеском матче против сборной России.